# Caridina propinqua
Caridina propinqua е вид десетоного от семейство Atyidae. Видът не е застрашен от изчезване.

## Разпространение
Разпространен е в Бангладеш, Индия (Ориса), Малайзия (Западна Малайзия), Сингапур, Тайланд, Филипини, Шри Ланка и Япония.